# George Leake
George Leake CMG (Perth, 3 december 1856 – Perth, 24 juni 1912) was de derde premier van West-Australië.

## Vroege leven
Leake werd in een prominente familie te Perth in West-Australië geboren in 1856. Hij was de oudste zoon van George Walpole Leake en Rose Ellen Gliddon. Leake volgde eerst les aan bisschop Hales school in Perth en vervolgens aan de 'Collegiate School of St Peter' in Adelaide. Daarna ging hij aan de slag in zijn vaders advocatenkantoor. Leake werd in 1880 tot de balie toegelaten en hij werd vennoot bij het advocatenkantoor. Hij huwde het daaropvolgende jaar met Louisa Emily Burt. In 1883 werd hij tot 'Crown Solicitor and Public Prosecutor' benoemd. Hij zou de functie tot 1894 blijven uitoefenen. Leake was in de ontwikkelingen in de West-Australische goudvelden geïnteresseerd. Hij was lid van het syndicaat dat Anstey's succesvolle expeditie, om in 1887 goud in de Yilgarn te zoeken, uitzond.

## Politieke carrière
In 1890 werd Leake voor het kiesdistrict Roebourne tot lid van het West-Australische lagerhuis verkozen. Reeds na drie weken diende hij zijn ontslag in omdat hij niet in John Forrests regering werd opgenomen. Zonder een ministeriële wedde kon Leake het zich niet veroorloven zijn functie als 'Crown Solicitor' op te geven. Leake nam in 1894 weer deel aan de verkiezingen en werd voor het kiesdistrict Albany tot het lagerhuis verkozen. Zijn terugkeer in het lagerhuis viel samen met het ontstaan van een georganiseerde oppositie vanwege controverse over staatshulp voor het onderwijs. Leakes confronterende stijl had als gevolg dat oppositieleider George Randell naar Forrest overliep. Leake nam Randells plaats als leider van de oppositie in en bleef zelfs op post toen hij bijna het hele jaar 1896 in Engeland doorbracht. Hij bracht er de onderhandelingen over een tramnet voor Perth tot een goed einde.
In die jaren veroorzaakten verscheidene goldrushes grote veranderingen in West-Australië. Forrests beleid bestond eruit de financiële opbrengsten van de goudindustrie te investeren in de ontwikkeling van de landbouw en veeteelt. Forrest hoopte zo economische groei op lange termijn te bewerkstelligen voor het geval het goud zou opraken. Dit leidde tot onvrede bij de bevolking in de goudvelden die zich verzetten tegen het dure treinverkeer en de importtarieven voor voedsel. Leake maakte van die onvrede gebruik en met de groei van de bevolking op en rond de goudvelden groeide ook zijn aanhang. Hoewel na de verkiezingen van 1897 slechts 14 van de 44 lagerhuisleden sympathie hadden voor de oppositie was Forrests meerderheid tegen het einde van de eeuw tot slechts 6 à 8 verkozenen geslonken.
Leake nam in 1897/98 deel aan de 'Australasian Federal Convention' en was een fervent voorstander van de samenvoeging van de Australische kolonies tot een federatie. Forrest, hoewel persoonlijk voorstander van de federalisering, stond onder druk van zijn aanhang en het conservatieve hogerhuis die de federalisering minder genegen waren. Door de onenigheid werd het referendum over de toetreding in de jaren 1898 en 1899 uitgesteld. Forrest probeerde tijdens de onderhandelingen over de federalisering nog voordelen voor West-Australië uit de brand te slepen om zijn aanhang over de streep te trekken. Leake riep op om niet met Forrest te onderhandelen. Hij geloofde namelijk dat dit slechts vertragingsmanoeuvres waren.
In 1900 stemde Forrest dan toch in met het referendum en de West-Australische bevolking koos voor de toetreding tot de federatie. Forrest verliet de West-Australische politiek om naar het federale niveau over te stappen. Zijn opvolger, George Throssell, slaagde er als premier niet in de West-Australische regering recht te houden. Hij werd opgevolgd door Leake. Leake kon met een minderheidsregering vijf maanden aan de macht blijven maar Frederick Henry Piesse diende een motie van wantrouwen in en de regering viel. Toenmalig gouverneur van West-Australië, Arthur Lawley, vroeg Piesse een nieuwe regering te vormen. Toen Piesse er niet in slaagde vroeg hij Alf Morgans om een regering samen te brengen. Morgans vormde een regering maar Leake slaagde erin, na tussentijdse verkiezingen, de regering Morgans te doen vallen.
De politieke crisis kwam tot een eind toen Leake er in december 1901 in slaagde een nieuwe regering te vormen.

## Plotse dood
In juni 1902 deed Leake een longontsteking op. Hij stierf op 24 juni 1902. Leake is de enige West-Australische premier die stierf terwijl hij als premier diende. Hij werd op 26 juni 1902 nog postuum tot lid in de Orde van Sint-Michaël en Sint-George benoemd.

## Nalatenschap
Leake slaagde er met zijn gerechtelijke en politieke metgezel en opvolger Walter James in de 'Trade Unions Act' te laten goedkeuren waardoor de vakbonden een wettelijke status verkregen. De 'Workers' Compensation Act' zorgde voor enige inkomenszekerheid voor werknemers, ook als de werkgever geen schuld trof. In de 'Industrial Conciliation and Arbitration Act' werd een wettelijke regeling voor het regelen van arbeidsgeschillen neergeschreven.
- Australian Dictionary of Biography: leake-george-7137
- Trove: 1466268